# Copa Interclubes UNCAF
Copa Interclubes UNCAF - coroczny puchar organizowany przez piłkarską federację środkowoamerykańską (Union Centroamericana de Fútbol – w skrócie UNCAF). W turnieju biorą udział czołowe kluby krajów Ameryki Środkowej, przy czym do rozgrywek awansują automatycznie mistrzowie poszczególnych państw zrzeszonych w federacji. Ponadto trzy najlepsze kluby pucharu środkowoamerykańskiego uzyskują prawo udziału w Pucharze Mistrzów CONCACAF.

## Torneo Fraternidad
| 1971 Szczegóły | Comunicaciones Gwatemala   |             | Saprissa San José          |                   |  |  |
| 1972 Szczegóły | Saprissa San José          | 1-1 ?-?     | Aurora Gwatemala           |                   |  |  |
| 1973 Szczegóły | Saprissa San José          |             |                            |                   |  |  |
| 1974 Szczegóły | Municipal Gwatemala        | 1-0         | Saprissa San José          |                   |  |  |
| 1975 Szczegóły | Platense Puerto Cortés     |             |                            |                   |  |  |
| 1976 Szczegóły | Aurora Gwatemala           |             | Comunicaciones Gwatemala   |                   |  |  |
| 1977 Szczegóły | Municipal Gwatemala        |             | Comunicaciones Gwatemala   |                   |  |  |
| 1978 Szczegóły | Saprissa San José          |             |                            |                   |  |  |
| 1979 Szczegóły | Aurora Gwatemala           | ?-? 0-0 ?-? | Real España San Pedro Sula |                   |  |  |
| 1980 Szczegóły | Olimpia Tegucigalpa        |             |                            |                   |  |  |
| 1981 Szczegóły | Olimpia Tegucigalpa        | 1-1 1-0 2-1 | Comunicaciones Gwatemala   |                   |  |  |
| 1982 Szczegóły | Real España San Pedro Sula | 2-1 0-0 2-1 | Xelajú Quetzaltenango      |                   |  |  |
| 1983 Szczegóły | Comunicaciones Gwatemala   | n/a1        | Aurora Gwatemala           | Águila San Miguel |  |  |

1 W końcowym etapie grały trzy kluby systemem każdy z każdym.

## Torneo Grandes de Centroamerica
| 1996 Szczegóły | LD Alajuelense Alajuela | n/a 1 | Saprissa San José | Comunicaciones Gwatemala   | n/a 1 | Municipal Gwatemala     |
| 1997 Szczegóły | Alianza San Salvador    | 1 - 0 | Saprissa San José | Municipal Gwatemala        | n/a 2 | LD Alajuelense Alajuela |
| 1998 Szczegóły | Municipal Gwatemala     | n/a 2 | Saprissa San José | Real España San Pedro Sula | n/a 2 | Olimpia Tegucigalpa     |

1 Nie rozgrywano meczu finałowego - w końcowej fazie turnieju grał cztery kluby systemem każdy z każdym.
2 Nie grano

## Copa Interclubes UNCAF
| 1999 Szczegóły | Olimpia Tegucigalpa     | n/a 1                 | LD Alajuelense Alajuela  | Saprissa San José          | n/a 1                 | Comunicaciones Gwatemala |
| 2000 Szczegóły | Olimpia Tegucigalpa     | n/a 1                 | LD Alajuelense Alajuela  | Real España San Pedro Sula | n/a 1                 | Municipal Gwatemala      |
| 2001 Szczegóły | Municipal Gwatemala     | n/a 1                 | Saprissa San José        | Olimpia Tegucigalpa        | n/a 1                 | Comunicaciones Gwatemala |
| 2002 Szczegóły | LD Alajuelense Alajuela | n/a 1                 | Árabe Unido Colón        | Motagua Tegucigalpa        | n/a 1                 | Comunicaciones Gwatemala |
| 2003 Szczegóły | Saprissa San José       | 3-2                   | Comunicaciones Gwatemala | LD Alajuelense Alajuela    | 2-0                   | Municipal Gwatemala      |
| 2004 Szczegóły | Municipal Gwatemala     | n/a 1                 | Saprissa San José        | Olimpia Tegucigalpa        | n/a 1                 | FAS Santa Ana            |
| 2005 Szczegóły | LD Alajuelense Alajuela | 1-0 0-1 1-1 karne:4-2 | Olimpia Tegucigalpa      | Saprissa San José          | 2-0 0-2 2-2 karne:5-3 | Pérez Zeledón San Isidro |
| 2006 Szczegóły | Puntarenas              | 3-2 0-1 3-3 karne:3-1 | Olimpia Tegucigalpa      | Marquense San Marcos       | 3-0 1-1 4-1           | Victoria La Ceiba        |
| 2007 Szczegóły |                         | -                     |                          |                            | -                     |                          |

1 Nie było oficjalnego meczu finałowego, gdyż w końcowej rozgrywce brały udział cztery kluby, które grały ze sobą systemem każdy z każdym.

## Klasyfikacja klubów
| Klub                       | Kraj      | Puchary | Lata                     |
| -------------------------- | --------- | ------- | ------------------------ |
| Municipal Gwatemala        | Gwatemala | 4       | (1974, 1977, 2001, 2004) |
| Saprissa San José          | Kostaryka | 4       | (1972, 1973, 1978, 2003) |
| Olimpia Tegucigalpa        | Honduras  | 4       | (1980, 1981, 1999, 2000) |
| LD Alajuelense Alajuela    | Kostaryka | 3       | (1996, 2002, 2005)       |
| Comunicaciones Gwatemala   | Gwatemala | 2       | (1971, 1983)             |
| Aurora Gwatemala           | Gwatemala | 2       | (1974, 1976)             |
| Puntarenas                 | Kostaryka | 1       | (2006)                   |
| Alianza San Salvador       | Salwador  | 1       | (1997)                   |
| Real España San Pedro Sula | Honduras  | 1       | (1982)                   |
| Platense Puerto Cortés     | Salwador  | 1       | (1975)                   |

## Klasyfikacja krajów
| Kraj      | Puchary | Zwycięskie kluby                                 |
| --------- | ------- | ------------------------------------------------ |
| Kostaryka | 8       | Saprissa (4), LD Alajuelense (3), Puntarenas (1) |
| Gwatemala | 8       | Municipal (4), Comunicaciones (2), Aurora (2)    |
| Honduras  | 5       | Olimpia (4), Real España (1)                     |
| Salwador  | 2       | Alianza (1), Platense (1)                        |